# Nicola Procaccini
Nicola Procaccini (* 21. ledna 1976, Řím) je italský politik, který od roku 2019 působí jako poslanec Evropského parlamentu. Je členem Bratři Itálie (FdI). Předtím byl dvakrát starostou Terraciny, od roku 2011 do roku 2015 a od roku 2016 do roku 2019.
V březnu 2024 byl jedním z dvaceti europoslanců, kterým byla udělena cena „Vycházející hvězda“ na výročním udílení cen poslanců časopisu The Parliament Magazine.